# Creidhne
Nella mitologia irlandese, Creidhne (irlandese) o Credne (antico irlandese) era il figlio di Brigid e Tuireann, nonché artigiano del Túatha Dé Danann,  dove lavorava bronzo, ottone ed oro. Lui ed i fratelli Goibniu e Luchtaine erano conosciuti come i Trí Dée Dána, i tre dei dell'arte, e forgiavano le armi che Tuatha Dé avrebbe usato nella battaglia dei Fomori.
Si dice che Creidhne abbia modellato la mano d'argento di re Nuada, assieme a Dian Cecht.
Creidhne viene spesso confuso con il guerriero irlandese Creidne.